# Risa Niigaki
Risa Niigaki (新垣里沙, Niigaki Risa), née le 20 octobre 1988 à Yokohama (Kanagawa, Japon), est une actrice, chanteuse,  modèle, ex-idole japonaise du Hello! Project.

## Biographie
Risa Niigaki débute, après avoir passé une audition nationale, en rejoignant le populaire groupe de J-pop Morning Musume en août 2001 avec la cinquième génération : Ai Takahashi, Asami Konno et Makoto Ogawa. Elle participe également en parallèle à divers groupes temporaires et shuffle units:  Happy 7, 7Air, Tanpopo, Morning Musume Sakuragumi, H.P. All Stars, et ZYX-α.
En mai 2007, elle remplace son ex-collègue Nozomi Tsuji, enceinte, en tant que seiyū du personnage Athena dans la série anime Robby & Kerobby, pour laquelle est créé le groupe Athena & Robikerottsu qu'elle mène en parallèle à Morning Musume.
Elle fait ensuite sa première apparition avec Morning Musume en Europe et en France en juillet 2010, comme invités d'honneur musical de la 11e édition de Japan Expo à Paris du 1er au 4 juillet, donnant un concert payant le 2 juillet.
En janvier 2011, Risa Niigaki sort en solo un album de reprises de chansons du Hello! Project, Halo Cover (ハロカバ), d'abord uniquement disponible en téléchargement.
Le 1er octobre, à la suite du départ de Ai Takahashi, elle devient la nouvelle « leader » de Morning Musume. Le 2 janvier 2012, son propre départ est à son tour annoncé, pour le mois de mai, à 23 ans, au terme de la tournée de printemps du groupe, après près de onze ans de présence en son sein.
Risa Niigaki quitte donc le groupe et le Hello! Project le 18 mai 2012, en même temps que Aika Mitsui, après un dernier concert au Nippon Budokan, comme l'avait fait Ai Takahashi. Elle poursuit ensuite sa carrière avec la maison mère Up-Front, et rejoint ses anciennes collègues du groupe au sein du M-line club en août suivant. Son album solo Halo Cover est ré-édité en CD en distribution limitée en juin 2012 avec des titres supplémentaires.
En juillet 2018, Niigaki est de nouveau présente (mais en solo cette fois-ci) à Japan Expo pour spécialement des séances dédicaces, talk shows et interview et pour célébrer avec les fans étrangers les vingt ans de Morning Musume du Hello! Project

## Vie privée
En juin 2016 elle annonce son mariage avec l'acteur Yoshikazu Kotani rencontré en 2013 durant une comédie musicale. Le mariage est effectif (kon'in todoke) à partir de juillet 2016. La cérémonie, elle n'a eu lieu que fin octobre 2016. Maimi Yajima du groupe d'idol C-ute a assisté à la cérémonie (pour l'anecdote, elle a gagné au lancée de bouquet). Le 5 janvier 2018, Risa Niigaki annonce avoir divorcé pour différences personnelles qui n'ont pas été dévoilées,.

## Groupes

### Au sein du Hello! Project
- Morning Musume (2001–2012)
- Tanpopo (2002)
- Happy 7 (2002)
- Morning Musume Sakuragumi (2003–2004)
- 7AIR (2003)
- H.P. All Stars (2004)
- Hello! Project Akagumi (2005)
- Wonderful Hearts (2006–2009)
- Morning Musume Tanjō 10nen Kinentai (2007)
- Athena & Robikerottsu (2007–2008)
- ZYX-α (2009–)
- Muten Musume (2010)
- Ganbarō Nippon Ai wa Katsu Singers (2011)
- Hello! Project Mobekimasu (2011–2012)
- Reborn Eleven (2011)

## Discographie

### En solo
Album
Chansons
- 2009 : Mamotte Agetai (une reprise, en duo avec Eri Kamei ; sur l'album Chanpuru 1 ~Happy Marriage Song Cover Shū~)
- 2012 : Egao ni Namida ~Thank You! Dear my Friends~ (reprise d'un titre de Aya Matsuura ; sur le single Ren'ai Hunter)

### Avec Morning Musume
Singles
- 31 octobre 2001 : Mr. Moonlight ~Ai no Big Band~
- 20 février 2002 : Sōda! We're Alive
- 24 juillet 2002 : Do it! Now
- 30 octobre 2002 : Koko ni Iruzee!
- 19 fév. 2003: Morning Musume no Hyokkori Hyōtanjima
- 23 avril 2003 : As For One Day
- 30 juillet 2003 : Shabondama
- 6 novembre 2003 : Go Girl ~Koi no Victory~
- 21 janvier 2004 : Ai Araba It's All Right
- 12 mai 2004 : Roman ~My Dear Boy~
- 22 juillet 2004 : Joshi Kashimashi Monogatari
- 3 novembre 2004 : Namida ga Tomaranai Hōkago
- 19 janvier 2005 : The Manpower!
- 27 avril 2005 : Osaka Koi no Uta
- 27 juillet 2005 : Iroppoi Jirettai
- 9 nov. 2005: Chokkan 2 ~Nogashita Sakana wa Ōkiizo!~
- 15 mars 2006 : Sexy Boy ~Soyokaze ni Yorisotte~
- 21 juin 2006 : Ambitious! Yashinteki de Ii Jan
- 8 novembre 2006 : Aruiteru
- 14 février 2007 : Egao Yes Nude
- 25 avril 2007 : Kanashimi Twilight
- 25 juillet 2007 : Onna ni Sachi Are
- 21 novembre 2007 : Mikan
- 16 avril 2008 : Resonant Blue
- 24 septembre 2008 : Pepper Keibu
- 18 février 2009 : Naichau Kamo
- 13 mai 2009 : Shōganai Yume Oibito
- 12 août 2009 : Nanchatte Ren'ai
- 28 octobre 2009 : Kimagure Princess
- 10 février 2010 : Onna ga Medatte Naze Ikenai
- 9 juin 2010 : Seishun Collection
- 17 novembre 2010 : Onna to Otoko no Lullaby Game
- 6 avril 2011 : Maji Desu ka Suka!
- 18 mai 2011 :  Only You
- 14 septembre 2011 : Kono Chikyū no Heiwa wo Honki de Negatterun da yo!
- 25 janvier 2012 : Pyoco Pyoco Ultra
- 11 avril 2012 : Ren'ai Hunter

Albums
- 27 mars 2002 :  4th Ikimasshoi!
- 26 mars 2003 :  No.5
- 31 mars 2004 :  Best! Morning Musume 2
- 8 décembre 2004 :  Ai no Dai 6 Kan
- 15 février 2006 :  Rainbow 7
- 13 décembre 2006 :  7.5 Fuyu Fuyu Morning Musume Mini!  (mini album)
- 21 mars 2007 :  Sexy 8 Beat
- 26 novembre 2008 :  Cover You  (reprises)
- 18 mars 2009 :  Platinum 9 Disc
- 17 mars 2010 :  10 My Me
- 1er décembre 2010 :  Fantasy! Jūichi
- 12 octobre 2011 :  12, Smart

Mini-Album
- 27 février 2018 : Hatachi no Morning Musume (Morning Musume 20th)

(+ compilations du groupe)

### Autres participations
Singles
- 3 juillet 2002 : Shiawase Beam! Suki Suki Beam! (avec Happy 7)
- 26 septembre 2002 : Be Happy Koi no Yajirobee (avec Tanpopo)
- 9 juillet 2003 : Kowarenai Ai ga Hoshii no (avec 7 Air)
- 18 septembre 2003 : Hare Ame Nochi Suki (avec Morning Musume Sakura Gumi)
- 25 février 2004 : Sakura Mankai (avec Morning Musume Sakura Gumi)
- 1er décembre 2004 : All for One & One for All! (avec H.P. All Stars)
- 24 janvier 2007 : Bokura ga Ikiru My Asia (avec Morning Musume Tanjō 10nen Kinentai)
- 8 août 2007 : Itoshiki Tomo e (avec Morning Musume Tanjō 10nen Kinentai)
- 14 novembre 2007 : Shōri no Big Wave!!! (avec Athena & Robikerottsu)
- 14 février 2008 : Seishun! Love Lunch (avec Athena & Robikerottsu)
- 27 octobre 2010 : Appare Kaiten Zushi! (avec Muten Musume)
- 22 juin 2011 : Ai wa Katsu (avec Ganbarō Nippon Ai wa Katsu Singers)
- 10 août 2011 : Reborn ~Inochi no Audition~ (avec Reborn Eleven, en distribution limitée)
- 16 novembre 2011 : Busu ni Naranai Tetsugaku (avec Hello! Project Mobekimasu)

Albums
- 10 juillet 2002 : Hawaiian de Kiku Morning Musume Single Collection (avec Takagi Boo, Morning Musume, Coconuts Musume...)

(+ compilations diverses)

## Filmographie
Films
- 2002 : Tokkaekko (とっかえっ娘。)
- 2003 : Koinu Dan no Monogatari (子犬ダンの物語)
- 2010 : Honto ni Atta Kowai Hanashi 3D (ほんとうにあった怖い話3D)
- 2011 : Keitai Deka The Movie 3: Morning Musume Kyuushutsu Daisakusen! ~ Pandora no Hako no Himitsu~ (ケータイ刑事　THE　MOVIE3　モーニング娘。救出大作戦！～パンドラの箱の秘密)
- 2012 : Watashi ga Aitsu ni Natta Toki... (私がアイツになった時･･･)
- 2013 : Tobidase Shinsengumi! (とびだせ新選組!)

Dramas
- 2002 : Haikara-san ga Tooru (はいからさんが通る) (Sumire)
- 2002 : Ore ga Aitsu de Aitsu ga Ore de (おれがあいつであいつがおれで) (Kawahara Keiko)
- 2002 : Angel Hearts
- 2008 : Hitmaker Aku Yu Monogatari (ヒットメーカー 阿久悠物語) (Kei of Pink Lady)
- 2010 : Hanbun Esper (半分エスパー) (Super Bus Guide Niigaki) )
- 2012 : Suugaku♥Joshi Gakuen (数学♥女子学園)

Animés
- 2007-2008 : Robby to Kerobby (ロビーとケロビー) (Athena)

Internet
- 2011 : UstreaMusume
- 2011 : Michishige Sayumi no "Mobekimasutte Nani??" (道重さゆみの『モベキマスってなに？？』)

## Divers
Programme TV
- 2001–2007 : Hello! Morning (ハロー! モーニング。)
- 2002–2004 : Tintin TOWN! (ティンティンTOWN!)
- 2003 : Soreyuke! Gorokkies (それゆけ!ゴロッキーズ)
- 2004 : Futarigoto (二人ゴト) (4 épisodes)
- 2004 : Majokko Rika-chan no Magical v-u-den (魔女っ娘。梨華ちゃんのマジカル美勇伝)
- 2005 : Musume DOKYU! (娘DOKYU!)
- 2007–2008 : Haromoni@ (ハロモニ@)
- 2010–2011 : Bijo Gaku (美女学)
- 2011–2012 : HELLOPRO! TIME (ハロプロ！ＴＩＭＥ)

DVD
- 13 juin 2007 – Alo Hello! Niigaki Risa DVD (アロハロ！新垣里沙 DVD?)
- 21 janvier 2009 – Alo Hello! 2 Niigaki Risa DVD (アロハロ！２ 新垣里沙 DVD?)
- 14 juillet 2010 – Alo Hello! 3 Niigaki Risa DVD (アロハロ！3 新垣里沙DVD?)
- 31 mai 2011 : Real Etude ~Takahashi Family to Niigaki Family DVD 1
- 31 mai 2011 : Real Etude ~Takahashi Family to Niigaki Family DVD 2
- 31 mai 2011 : Real Etude ~Takahashi Family to Niigaki Family DVD 3
- 22 février 2012 : Real Etude ~ Minna no le Girl's STAGE
- 16 mai 2012 – as it is

Comédies musicales et théâtres
- 2006 : Ribbon no Kishi The Musical (リッボンの騎士ザ・ミュージカル) (Nouveau)
- 2008 : Cinderella the Musical (シンデレラ the ミュージカル) (the Prince)
- 2010 : Fashionable (ファッショナブル) (Murata Miyuu)
- 2011 : Reborn~Inochi no Audition~ (リボーン～命のオーディション～) (Joan of Arc)
- 2011 : Sanada Juyushi ~Bokura ga Mamori Takatta Mono~ (真田十勇士～ボクらが守りたかったもの～) (Yukino)
- 2012 : Minori (みのり)
- 2012 : Stage Play "Tumbling" vol.3 (舞台「タンブリング」vol.3)
- 2012 : Dietrich Ikita Aishita Eien ni (ディートリッヒ 生きた 愛した 永遠に)
- 31 mai au 11 juin 2013 : Taklamakan
- 16 au 31 juillet 2015 : Yoshitsune Senbon Zakura

Radio
- 2002–2003 : Tanpopo Henshubu OH-SO-RO! (タンポポ編集部 OH-SO-RO!)
- 2007–2008 : GAKI KAME
- 2009–2010 : FIVE STARS
- 2011–2012 : Risa's NightHouse
- 2012 : NHK Gekiraji Live SP (Radio Drama, Takigawa Kazuko)

Photobooks
- 13 août 2002 - 5 Morning Musume. 5ki Members (5 モーニング娘。5期メンバー) (avec Ai Takahashi, Makoto Ogawa, Asami Konno)
- 7 octobre 2004 - Niigaki Risa (新垣里沙?)
- 25 juin 2006 - Amanatsu (あま夏?)
- 27 mai 2007 - Isshun (一瞬?)
- 25 avril 2008 - Happy girl
- 14 juillet 2010 - Alo Hello! Niigaki Risa Photobook -MAHALO- (アロハロ！新垣里沙写真集-MAHALO-?)
- 27 avril 2012 - ASCENSION Nigaki Risa Shashinshu